# Dudești
Dudesti là một xã thuộc hạt Brăila, România. Dân số thời điểm năm 2002 là 4122 người.